# 鎌田醤油 (宮城県)
鎌田醤油株式会社（かまたしょうゆ、KAMATA SOY SAUCE Inc.）は、宮城県の食品メーカー。醤油や味噌を製造販売。国産大豆、宮城県産米を使用し、昔ながらの製法で作っている。香川県の鎌田醤油（かまだしょうゆ）とは、別会社である。

## 主力商品
- 鎌田さんシリーズ
  - 鎌田さんの「蔵造り醤油」
  - 鎌田さんの「めんつゆ」
  - 鎌田さんの「だし醤油」
  - 鎌田さんの「ぽん酢醤油」
  - 鎌田さんの「醤油糀」
  - 鎌田さんの「鮭醤油」
  - 鎌田さんの「蔵出し吟醸味噌」
  - 鎌田さんの「蔵出し熟成味噌」
  - 鎌田さんの「蔵出し淡色味噌」
  - その他